# ثورة البروليتاريا
الثورة البروليتارية هي ثورة اجتماعية تهدف إلى إسقاط الطبقة البرجوازية وتغيير النظام السياسي القائم، حيث تسعى الطبقة العاملة إلى تولي السلطة. غالبًا ما يدعو إلى هذه الثورات كل من الاشتراكيين والشيوعيين والاسلطوية. ترتكز الثورة البروليتارية على فكرة الإطاحة بالطبقات الثرية لصالح العمال والفئات الشعبية من خلال العمل الجماعي.

## الخصائص
تتميز الثورة البروليتارية بالخصائص التالية:
- هدفها الرئيس هو نقل السلطة السياسية والاقتصادية من الطبقة الرأسمالية (البرجوازية) إلى الطبقة العاملة (البروليتاريا).
- تسعى إلى إلغاء الملكية الخاصة لوسائل الإنتاج وإقامة نظام اشتراكي أو شيوعي.
- تعتمد على تنظيم وتعبئة جماهيرية للعمال والفلاحين والفئات المهمشة في المجتمع.
- تتضمن غالبًا إجراءات جذرية مثل تأميم الصناعات الأساسية وإعادة توزيع الثروة والأراضي.
- تهدف إلى تأسيس دولة عمالية تمثل مصالح الأغلبية العاملة بدلاً من الأقلية الثرية

## الثورات البروليتارية في التاريخ
- كومونة باريس (1871): أول ثورة عمالية اشتراكية حديثة، حكمت باريس لمدة شهرين قبل القضاء عليها بالقوة.
- ثورة أكتوبر (1917): قادها البلاشفة بقيادة فلاديمير لينين وأسست أول حكومة شيوعية في روسيا.
- الحرب الأهلية الفنلندية (1918): صراع بين الحمر (الاشتراكيين) والبيض (القوميين) في فنلندا.
- ثورة أستر (1918): ثورة قصيرة في المجر أدت إلى إعلان الجمهورية.
- الثورة الألمانية (1918–1919): محاولة للإطاحة بالنظام القيصري وإقامة دولة اشتراكية.
- الثورة المنغولية (1921–1924): أطاحت بالحكم الملكي وأقامت جمهورية شعبية.
- انتفاضة سبتمبر [الإنجليزية] (1923): تمرد شيوعي في بلغاريا ضد الحكومة.
- انتفاضة الحزب الشيوعي الإندونيسي (1926): محاولة فاشلة لإقامة حكم شيوعي.
- تمرد نغي تينه [الإنجليزية] (1930–1931): حركة تمرد شيوعية في فيتنام ضد الاستعمار الفرنسي.
- الحرب الأهلية النمساوية (1934): صراع بين الاشتراكيين والقوميين.
- الثورة الإسبانية (1936): جزء من الحرب الأهلية الإسبانية، حيث حاول العمال والفلاحون إقامة نظام اشتراكي.
- الانقلاب البلغاري (1944): انقلاب شيوعي أدى إلى إقامة حكومة اشتراكية.
- ثورة أغسطس (1945): قادها الفيت منه لإعلان استقلال فيتنام عن الاستعمار الفرنسي.
- تمرد تيلانجانا (1946): انتفاضة شيوعية في الهند ضد الإقطاعيين.
- الثورة الشيوعية الصينية (1949): قادها ماو تسي تونغ وأسست جمهورية الصين الشعبية.
- الثورة الكوبية (1955–1958): قادها فيدل كاسترو وأطاحت بنظام باتيستا.
- الحرب الأهلية اللاوسية (1959–1975): صراع بين الشيوعيين والقوميين.
- ثورة زنجبار (1964): أطاحت بالنظام السلطاني وأقامت جمهورية شعبية.
- حركة 30 سبتمبر (1965): محاولة انقلاب فاشلة في إندونيسيا.
- انتفاضة مارس (1965): حركة احتجاجية عمالية وشعبية في البحرين ضد الاستعمار البريطاني.
- أحداث مايو 68 (1968): احتجاجات طلابية وعمالية واسعة النطاق في فرنسا.
- حرب تحرير بنغلاديش (1971): صراع انفصالي انتهى باستقلال بنغلاديش عن باكستان.
- تمرد سابلين (1975): تمرد بحري في الاتحاد السوفيتي ضد النظام القائم.
- تمرد القوات الجوية البنغلاديشية (1977): محاولة انقلاب فاشلة من قبل عناصر يسارية.
- ثورة ثور (1978): انقلاب شيوعي في أفغانستان أدى إلى إقامة حكومة اشتراكية.
- محاولة الانقلاب السوفيتي (1991): محاولة انقلاب من قبل المحافظين الشيوعيين ضد الإصلاحات الجارية بقيادة غورباتشوف.
- الحرب الأهلية النيبالية (1996–2006): صراع بين الشيوعيين والحكومة الملكية.